# Wspólnota administracyjna Döbeln
Wspólnota administracyjna Döbeln (niem. Verwaltungsgemeinschaft Döbeln) – była wspólnota administracyjna w Niemczech, w kraju związkowym Saksonia, w okręgu administracyjnym Chemnitz, w powiecie Mittelsachsen. Siedziba wspólnoty znajdowała się w mieście Döbeln.
Wspólnota administracyjna zrzeszała jedną gminę miejską oraz jedną gminę wiejską: 
- Döbeln
- Ebersbach

Dnia 1 lipca 2011 gmina Ebersbach została przyłączona do miasta Döbeln i tym samym stała się jej dzielnicą. Wspólnota administracyjna została rozwiązana.